# Hidralazin
Hidralazin (apresolin) je direktno delujući relaksant glatkih mišića koji se koristi za tretman hipertenzije. On deluje kao vazodilatator prvenstveno u arterijama i arteriolama. Putem relaksacije vaskularnih glatkih mišića, vazodilatatori umanjuju perifernu otpornost, čime snižavaju krvni pritisak. Međutim, ovaj lek ima samo kratkotrajno dejstvo na krvni pritisak. 
Hidralazin pripada hidrazinoftalazinskoj klasi lekova.

## Spoljašnje veze
|  | Molimo Vas, obratite pažnju na važno upozorenje u vezi sa temama iz oblasti medicine (zdravlja). |